# 国債先物取引
国債先物取引（こくさいさきものとりひき、英: treasury futures, government bond futures）は、償還期限が1年超の中期以上の国債の先物取引。金融先物取引の一種である。債券先物取引（bond futures）の一種であるが、債券のうち国債しか上場していない。米国では金利先物取引の一種に分類しているが、日本では金利先物取引と言った場合は短期金利先物取引を指すことが多く、言葉の定義の問題は金利先物取引を参照。
本項では以下の2種類をまとめて扱う。
国債先物（treasury futures）
仮想的な国債標準物を設け、価格を指標として、国債標準物に対して先物取引を行う。
国債利回り先物（treasury yield futures）
国債の利回りを指標とした先物取引。
国債の価格は常時変動しているが、金融機関が国から現物国債を買い（仕入れ）、顧客に売るまでの間、価格変動で損が発生すると困るので、国から現物国債を買うと同時に、国債先物で売りポジションを立てて、顧客に現物国債を売ると同時に先物ポジションを閉じることで、仕入れから売りまでの間の価格変動の損得を避けるという使い方ができる。
取引のルールは取引所が決めているが、日本国債の大阪取引所と米国債のシカゴ商品取引所は、ほぼ同じルールとなっているのでこれらに基づいて本項は記載する。国債標準物という仕組みが複雑になっているので、先により簡単である株価指数先物取引を学んでから国債先物取引を学んだ方が分かりやすい。日本取引所グループが出している『国債先物入門』がわかりやすく解説している。

## 国債先物
取引最終日が限月として設けられていて、取引最終日後の清算日に清算を行うという仕組みは他の先物取引と同じである。日本国債、米国債、共に3・6・9・12月が限月である。株価指数先物取引と同じく、多くの参加者は最終取引日までポジションを保持せずに、次の限月にロールオーバーするのは同じである。カレンダースプレッド取引によりロールオーバーすることが可能である。出来高は期近の先物に集中する。証拠金取引なのでレバレッジをかけられることや、売りポジションから始められることなども他の先物取引と同じである。

### コンバージョン・ファクター
国債先物取引の固有の仕組みとして、現物国債そのものを取引対象とするのではなく、複数の種類の現物国債を受渡適格銘柄としてグループにまとめ、それに対して、仮想的な国債標準物を設定し、国債標準物に対して先物価格がつくという設計になっている。そして、清算する際は、多くは現物渡しとなっていて、下記の方式で受け渡す。
- 売りポジション側 - 売り側が受渡適格銘柄の中から、自由に買い側に渡す現物国債を選択できる。
- 買いポジション側 - 受渡適格銘柄の現物国債に対して、取引所は1つ1つコンバージョン・ファクターを設定していて、先物価格×コンバージョン・ファクターの金額を売り側に支払う。

普通の商売は買う側が商品を選ぶが、売り側が受け渡す銘柄を選択するというのが特殊な仕組みとなっている。コンバージョン・ファクター（換算係数、CF）は仮想的な国債標準物を現物国債の価格に直すための係数である。
コンバージョン・ファクター ＝ 受渡適格銘柄の現在価値 ÷ 標準物の現在価値
現在価値は割引キャッシュ・フロー法にて計算できる。現物日本国債、現物米国債、共に年2回クーポン（利子）が支払われるため、国債標準物の利回りが6%で、国債の額面が100円や$100の場合、コンバージョン・ファクターは以下の式となる。コンバージョン・ファクターの計算結果は取引所が公開している。
{\displaystyle {\frac {{\frac {a}{0.06}}\left(\left(1+{\frac {0.06}{2}}\right)^{b}-1\right)+100}{(1+{\frac {0.06}{2}})^{\frac {c}{6}}\times 100}}-{\frac {a(6-d)}{12\times 100}}}
- a - 受渡適格銘柄の年利子
- b - 受渡適格銘柄の受渡決済以降（当該受渡決済期日を除く）に到来する利払回数
- c - 受渡適格銘柄の受渡決済期日における残存期間（月数）
- d - 受渡適格銘柄の受渡決済期日から次回利払日までの期間（月数）

### 最割安銘柄
国債標準物の多くは利回り6%に設定されていて、現在の日本国債・米国債の金利よりも高い数値に設定されている。この状況では受渡適格銘柄のうち、残存年数が短い方がコンバージョン・ファクターの数値は大きくなる。そして、売り側は 先物価格×コンバージョン・ファクター ー 現物価格 を最大化した方が得であるため、受渡適格銘柄の現物価格が全て同一であるとすれば、コンバージョン・ファクターが最大な受渡適格銘柄を買う側に渡すのが得となる。結果として、残存年数が短いのを選択するのが得になる。日本国債の長期国債先物取引は、受渡適格銘柄が残存7年以上11年未満の10年利付国債となっているため、残存7年の10年利付国債が選ばれ、7年国債を反映した先物価格となっている。受渡適格銘柄のうち、売り側が最も得となる銘柄を最割安銘柄（cheapest-to-deliver, CTD）と呼ぶ。最割安銘柄÷コンバージョン・ファクターから先物価格が決まる。国債先物をレバレッジ1倍で買いポジションを持つことは、最割安銘柄の現物を買うことと等価になるように設計されている。

### 沿革
1977年8月22日に30-Year Treasury Bond Futuresが、1982年5月3日に10-Year Treasury Note Futuresがシカゴ商品取引所に上場した。1985年10月19日に長期国債先物が大阪取引所に上場した。受渡適格銘柄やコンバージョン・ファクターの仕組みは1977年の時点で存在し、当時の国債標準物の利回りは8%だった。

## 国債利回り先物
国債利回り先物は、単純に国債の利回りを指標としたもの。清算対象の国債が明示されているため、最割安銘柄のような複雑な話はない。
利回りと国債価格は逆方向に動く。ただし、利回りが2倍になったら、国債価格が半額になるわけではないので、現物国債との対応関係は複雑である。国債先物の買いポジションと国債利回り先物の売りポジションは等価ではない。
シカゴ商品取引所では、利回り(%) の$1000倍を取引単位としている。利回り3%なら$3000が取引単位となり、相対的にかなり小さな金額となっている。限月は毎月で、毎月ロールオーバーする必要がある。

### 利回りの予約としての利用
短期金利先物取引と同様に、将来の国債購入時の利回りの予約として利用可能である。ただし、単利と複利の違いは無視して、以下は単利で扱う。厳密には単利と複利の差が生じる。
現在、2年国債の国債利回り先物の利回りが4%として、清算日に2年国債を買うとして、清算日の利回りが3%に下がったとしても、以下のように取引すると、4%で予約したことになる。下記の取引により合計$8,000の利益・利子となる。これは、利回り4%で2年国債$100,000を購入した場合と同じである。
| 日時          | 利回り | 行動                                                    | 利益・利子 |
| ------------- | ------ | ------------------------------------------------------- | ---------- |
| 現在          | 4%     | 2年国債の国債利回り先物の売りポジションを$8,000建てる。 | N/A        |
| 清算日        | 3%     | 先物のポジションを閉じ、2年国債を$100,000購入する。     | $2,000     |
| 清算日の2年後 |        |                                                         | $6,000     |

### 沿革
2020年12月に Small Exchange が始めて米国10年債の国債利回り先物を上場させ、2021年2月に2年債と30年債を追加し、その後、シカゴ商品取引所が2021年8月に上場させた。

## 銘柄

### 国債先物
| 銘柄                                | 国債標準物             | 想定元本 （取引単位） | 受渡適格銘柄                                |
| ----------------------------------- | ---------------------- | --------------------- | ------------------------------------------- |
| 中期国債先物 （取引不能）           | 日本国債5年、利回り3%  | 1億円                 | 残存4年以上5年3か月未満の5年利付日本国債    |
| 長期国債先物                        | 日本国債10年、利回り6% | 1億円                 | 残存7年以上11年未満の10年利付日本国債       |
| 長期国債先物 （現金決済型ミニ）     | 日本国債10年、利回り6% | 1000万円              | 残存7年以上11年未満の10年利付日本国債       |
| 超長期国債先物（ミニ） （取引不能） | 日本国債20年、利回り3% | 1000万円              | 残存19年3か月以上21年未満の20年利付日本国債 |
| 2-Year Note                         | 利回り6%の米国債       | $200,000              | 残存1 3⁄4 ～ 2年の米国債                    |
| 3-Year Note                         | 利回り6%の米国債       | $200,000              | 残存2 3⁄4 ～ 3年の米国債                    |
| 5-Year Note                         | 利回り6%の米国債       | $100,000              | 残存4 1⁄6 ～ 5 1⁄4年の米国債                |
| 10-Year Note                        | 利回り6%の米国債       | $100,000              | 残存6 1⁄2 ～ 10年の米国債                   |
| Ultra 10                            | 利回り6%の米国債       | $100,000              | 残存9 5⁄12 ～ 10年の米国債                  |
| T-Bond                              | 利回り6%の米国債       | $100,000              | 残存15 ～ 25年の米国債                      |
| Ultra T-Bond                        | 利回り6%の米国債       | $100,000              | 残存25 ～ 35年の米国債                      |

長期国債先物（現金決済型ミニ）だけが現金決済による差金決済で、それ以外は現物決済。
日本国債の中期国債先物と超長期国債先物（ミニ）は出来高が0が続いていて、事実上取引不可能。超長期国債先物は2014年～2015年頃に改革を行ったが、どんどん減少し、2019年に市場が消失した。米国債の3-Year Noteも出来高は小さめだが、これら以外は活発に取引されている。
日本国債先物はシンガポール証券取引所でも SGX 10-Year Mini Japanese Government Bond Futures などが扱われている。
立会時間
- 大阪取引所 - 8:45～11:00、12:30～15:00、15:30～翌5:55（日本標準時）
- シカゴ商品取引所 - 18:00～翌17:00（東部標準時）

### 国債利回り先物
| 銘柄                        | 原資産     | 想定元本 （取引単位） | 呼値の単位 | 取引所 |
| --------------------------- | ---------- | --------------------- | ---------- | ------ |
| Micro 2-Year Yield Futures  | 米国債2年  | 利回り(%)の$1000倍    | 0.001(%)   | CBOT   |
| Micro 5-Year Yield Futures  | 米国債5年  | 利回り(%)の$1000倍    | 0.001(%)   | CBOT   |
| Micro 10-Year Yield Futures | 米国債10年 | 利回り(%)の$1000倍    | 0.001(%)   | CBOT   |
| Micro 30-Year Yield Futures | 米国債30年 | 利回り(%)の$1000倍    | 0.001(%)   | CBOT   |

全て現金決済による差金決済。上記では利回り(%)と表記しているが、厳密には単位はポイントで、先物の呼値が清算日に%表記の国債の利回りに収束するように設計されている。

## 個人で取引する場合
日本国債の長期国債先物は取引単位が1億円で主に金融機関向けとなっているが、長期国債先物（現金決済型ミニ）の方は個人でも取引可能であり、インタラクティブ・ブローカーズ証券と光世証券で扱われている。
シカゴ商品取引所の国債利回り先物は取引単位が数千ドルとかなり小さくなっている。

## 参照
1. 1 2 3  国債（JGB）先物 | 日本取引所グループ
2. ↑  Welcome to U.S. Treasury Futures - CME Group
3. ↑  Understanding Treasury Futures - CME Group
4. ↑  Understanding U.S. Treasury Futures - CME Group
5. ↑  Get to know Treasuries CTD - CME Group
6. ↑  Product Anniversaries - CME Group
7. ↑  制度概要 | 国債（JGB）先物 | 日本取引所グループ
8. ↑  CharlesParkhurst
9. ↑  Interest Rates | How to Do Futures - The Small Exchange - YouTube
10. ↑  Introducing Micro Treasury Yield Futures - CME Group
11. ↑  The Small Exchange Launches New 10-Year Treasury Yield Future, Reports Business Wire | The Small Exchange
12. ↑  Trading the Yield Curve - How to Do Futures | The Small Exchange | The Small Exchange
13. ↑  CME GroupさんはTwitterを使っています: 「BIG NEWS! Micro Treasury Yield futures will arrive this August... ✔️ Traded in yield ✔️ 2Y, 5Y, 10Y, 30Y tenors ✔️ Simple, cash-settled design ✔️ Anchored by BrokerTec UST benchmarks https://t.co/caWGvUFhcO」 / Twitter
14. ↑  大阪取引所／東京商品取引所日報 | 日本取引所グループ
15. 1 2  国債先物市場の現状と今後の取組み - 大阪取引所
16. ↑  長期国債先物（現金決済型ミニ）取扱い証券会社 | 北浜投資塾 - 大阪取引所（日本取引所グループ）